# Campeonato Amapaense 2007
In 2007 werd het 62ste Campeonato Amapaense gespeeld voor voetbalclubs uit de Braziliaanse staat Amapá. De competitie werd gespeeld van 28 april tot 28 juli en werd georganiseerd door de FAF. São José werd kampioen.

## Eerste toernooi

### Eerste fase
| Plaats | Club      | Wed. | W | G | V | Saldo | Ptn. |
| ------ | --------- | ---- | - | - | - | ----- | ---- |
| 1.     | São José  | 5    | 4 | 0 | 1 | 13:7  | 12   |
| 2.     | Trem      | 5    | 3 | 1 | 1 | 11:3  | 10   |
| 3.     | Cristal   | 5    | 3 | 1 | 1 | 9:6   | 10   |
| 4.     | Amapá     | 5    | 2 | 1 | 2 | 6:6   | 7    |
| 5.     | São Paulo | 5    | 1 | 0 | 4 | 5:12  | 3    |
| 6.     | Santos    | 5    | 0 | 1 | 4 | 5:15  | 1    |

|  | Geplaatst voor finale |

### Finale
|               |      |       |          |                          |
| 4 juni Finale | Trem | 3 – 1 | São José | Glicério Marques, Macapá |
| 4 juni Finale |      |       |          | Glicério Marques, Macapá |

## Tweede toernooi

### Eerste fase
| Plaats | Club      | Wed. | W | G | V | Saldo | Ptn. |
| ------ | --------- | ---- | - | - | - | ----- | ---- |
| 1.     | Trem      | 5    | 3 | 2 | 0 | 5:2   | 11   |
| 2.     | Cristal   | 5    | 3 | 1 | 1 | 10:5  | 10   |
| 3.     | São José  | 5    | 3 | 0 | 2 | 8:4   | 9    |
| 4.     | São Paulo | 5    | 2 | 0 | 3 | 10:10 | 6    |
| 5.     | Santos    | 5    | 1 | 1 | 3 | 5:12  | 4    |
| 6.     | Amapá     | 5    | 1 | 0 | 4 | 6:11  | 3    |

|  | Geplaatst voor finale |

### Finale
|                |      |       |         |                          |
| 21 juli Finale | Trem | 1 – 3 | Cristal | Glicério Marques, Macapá |
| 21 juli Finale |      |       |         | Glicério Marques, Macapá |

## Finale
|              |            |       |           |                          |
| 25 juli Heen | Cristal    | 2 - 2 | Trem      | Glicério Marques, Macapá |
| 25 juli Heen | Zezé Renan |       | , Patrick | Glicério Marques, Macapá |

|               |       |       |         |                          |
| 28 juli Terug | Trem  | 1 - 0 | Cristal | Glicério Marques, Macapá |
| 28 juli Terug | Demir |       |         | Glicério Marques, Macapá |

### Kampioen
| Campeonato Amapaense de 2007 |
| Amapá                        |
| ---------------------------- |
| TREM Kampioen (3° titel)     |